# Eberhard Schoener
Eberhard Schoener (* 13. Mai 1938 in Stuttgart) ist ein deutscher Dirigent und Komponist.

## Leben und Wirken
Schoener studierte von 1954 bis 1959 Violine und Chorleitung an der Nordwestdeutschen Musikakademie Detmold.
Seit den 1960er Jahren wirkte er als klassischer Violinist und als Operndirigent. 1965 gründete er die Münchener Kammeroper. Ausgehend von der Klassik experimentierte er mit verschiedensten Musikrichtungen.
Er komponierte mehrere Opern und Filmmusiken, letztere vorwiegend für deutsche Fernsehserien wie Das Erbe der Guldenburgs, Der Alte, Derrick oder Siska.
Ab 1968 richtete er an den Bavaria Studios ein Labor für elektronische Musik ein und experimentierte als einer der ersten mit dem Moog-Synthesizer.
Der offizielle deutsche Beitrag zur Weltausstellung Expo ’70 in Osaka war von ihm komponiert. In späteren Werken wie z. B. Spurensicherung benutzte er den sample-basierten Synthesizer Fairlight CMI, um Naturklänge, Vogelstimmen und verschiedene Orchester miteinander zu kombinieren.
Seit den 1970er Jahren bemühte er sich um das Zusammenbringen von klassischer Musik, Popmusik und Weltmusik. Dabei arbeitete er mehrere Jahre mit Bands wie Procol Harum, Tangerine Dream, dem Musiker Sting und den späteren The Police zusammen. Auch auf den Alben Windows von Jon Lord (1974) und The Turn of a Friendly Card von The Alan Parsons Project wirkte er als Dirigent der Musiker der Münchner Kammeroper mit.
Am 21. September 1979 nahm er zusammen mit Musikern aus Java und Bali am Ars Electronica Festival teil. 1979 erhielt Schoener den Auftrag zusammen mit Wilfried Minks das BMW-Museum neu zu gestalten. Das Ergebnis fand zunächst nicht die Zustimmung des Unternehmensvorstandes und die Ausstellung Zeitsignale wurde 1980 erst nach einer Veränderung eröffnet, lief danach aber 4 Jahre lang erfolgreich. Zwischen 1980 und 1985 präsentierte er fünfmal die Klassik-Rock-Nacht im Bayerischen Rundfunk, welche per Eurovision in bis zu 16 Ländern übertragen wurden. Die letzte dieser Veranstaltungen fand 1985 auf dem Gelände der Weltausstellung in Tsukuba (Japan) statt, dabei wurden Musiker aus München per Satellit zugeschaltet – sie gilt daher als erstes Satelliten-Live-Konzert. 1987 sangen Sting, Gianna Nannini und Jack Bruce Lieder von Brecht/Weill und Hanns Eisler unter Leitung von Eberhard Schoener, der das Staatsopernorchester in Hamburg dirigierte. Diese beiden Konzerte „Popstars singen Brecht/Weill“ wurden für die ARD aufgezeichnet (Erstsendung ARD 30. April 1987).
1993 gestaltete er die Eröffnungsfeier der Leichtathletik-Weltmeisterschaften in Stuttgart. Musiker aus fünf Kontinenten spielten über Satellit zeitgleich mit Musikern im Gottlieb-Daimler-Stadion. Die CD dazu, Harmonia Mundi, erschien 1993. 1996 erschien die erste CD mit den Short Operas Cold Genius mit Kurt Moll, Laurence Gien und George Kochbeck und Palazzo dell’ Amore mit u. a. Andrea Bocelli, Gianna Nannini, Kurt Moll und Helen Schneider. 1998 gestaltete er die Eröffnungsfeier des Potsdamer Platzes in Berlin, und 2001 erschien die zweite CD der Short Operas Eine Rache nach einer Kurzgeschichte von Isabel Allende mit u. a. Helen Schneider und Willy DeVille sowie Beleza Negra. 2002 stellte er die erste Internetoper ins Netz: Virtopera, die Auseinandersetzung einer virtuellen Figur mit einer realen Person, dargestellt von Dieter Meier. In Mantua (Italien) Salvador da Bahia (Brasilien), Kalkutta (Indien) und Köln wurden die Aufführungen live ins Internet gestreamt.
2005 dirigierte er das Münchner Rundfunkorchester beim Münchner Sommernachtstraum, einem Großereignis im Olympiapark in München. Im Jahr darauf, 2006, erschien die CD Eberhard Schoener and Friends. 2010 schrieb er die Musik zu Dieter Wedels Film Gier. 2011 gründete er das Tegernseer Sommerfestival mit der Aufführung des Walpurgiszauber. Im Rahmen dieses Festivals folgte im Jahr 2012 Traumpfade der Musik. Diese Produktion wurde für das Bayerische Fernsehen aufgenommen und ist am 5. September 2013 gesendet worden. Am 22. November 2014 wurde Eberhard Schoener mit dem Ehrenpreis der SoundTrack Cologne ausgezeichnet.
Im Mai 2019 übergab Schoener seinen modularen Moog IIIp-Synthesizer an das Deutsche Museum München.
Schoener ist seit 1967 mit der Kunsthistorikerin und Autorin Stefanie Schoener verheiratet, die 2009 seine Biografie verfasst hat.

## Diskografie (Auswahl)
- 1969 – Die Schachtel
- 1971 – Destruction of Harmony
- 1972 – A Day’s Lullaby
- 1973 – Meditation
- 1976 – Bali-Agúng
- 1977 – The Book – Filmmusik zu Und die Bibel hat doch recht von Manfred Barthel
- 1977 – Rheingold
- 1977 – Trance-Formation, Sting, Andy Summers
- 1978 – Flashback, Sting, Andy Summers, Stewart Copeland
- 1978 – Video Magic, Sting, Andy Summers
- 1980 – Events
- 1981 – Time Square (mit Esther Ofarim)
- 1983 – Complicated Ladies (mit Esther Ofarim)
- 1983 – Spurensicherung
- 1984 – Sky Music/Mountain Music
- 1986 – Eberhard Schoener System (mit Dario Domingues, Jens Fischer, George Kochbek)
- 1987 – Bon Voyage
- 1988 – Video Flashback
- 1989 – Das Erbe der Guldenburgs – Original Filmmusik zur ZDF-Fernsehserie
- 1990 – Eberhard Schoener, Sting, Andy Summers
- 1991 – Trance Mission
- 1993 – Harmonia Mundi
- 1994 – Time Cycle
- 1995 – Short Operas
- 1998 – The Sound of Derrick
- 1998 – Potsdamer Platz – Herz von Berlin
- 1999 – Namaste-Puja
- 2001 – Short Operas II
- 2006 – Eberhard Schoener and Friends – Crossing Times And Continents
- 2010 – Gier – Filmmusik zum Fernsehfilm von Dieter Wedel
- 2010 – Bali Agung/Trance Formation
- 2011 – Flashback

### Weitere Filmmusiken
- 1970: Die Delegation – Rainer Erler
- 1971: Trotta – Johannes Schaaf
- 1973: Traumstadt – Johannes Schaaf
- 1974: Ansichten eines Clowns – Vojtěch Jasný
- 1975: John Glückstadt – Ulf Miehe
- 1976: Fluchtversuch – Vojtěch Jasný
- 1977: … und die Bibel hat doch recht – Harald Reinl
- 1977: Slavers – Die Sklavenjäger – Jürgen Goslar
- 1977: Rheingold – Niklaus Schilling
- 1979: Lena Rais – Christian Rischert
- 1980: Der Lebemann – Axel Corti
- 1984: Glückliche Insel Bali – István Szabó
- 1984: Wenn ich mich fürchte – Christian Rischert
- 1985: Die zwei Gesichter des Januar – Wolfgang Storch
- 1986: Der wilde Clown – Josef Rödl
- 1991: I schenk’ dir die Sterne – Jörg Graser
- 1994: Drei Sekunden Ewigkeit – Jörg Graser
- 1995: Tote sterben niemals aus – Jürgen Goslar
- 1998: Tödliche Diamanten – Celino Bleiweiss
- 2004: Ice Planet – Winrich Kolbe
- 2005: Ripple Effect – Philippe Caland
- 2006: Time Share – Sharon von Wietersheim
- 2011: Gier – Dieter Wedel

### Musik zu TV-Serien
- Das feuerrote Spielmobil (36 Folgen)
- Stinas Sprache (6 Folgen)
- Schau ins Land (14 Folgen)
- Ein Engel für Felix (10 Folgen)
- Das Erbe der Guldenburgs (42 Folgen)
- Zentrale Bangkok (12 Folgen)
- Morgen in Shanghai (12 Folgen)
- Die Hausmeisterin (23 Folgen)
- Peter und Paul (10 Folgen)
- Derrick (58 Folgen)
- Siska (98 Folgen)
- Der Alte (72 Folgen)

## Auszeichnungen
- 1975 Schwabinger Kunstpreis
- 1977 Treatmentpreis des Bundesinnenministeriums für das Drehbuch Rita oder die Goldoper
- 1992 Bambi für Kreativität
- 1993 Telestar
- 2014 Ehrenpreis von SoundTrack Cologne